# Mart-Olav Niklus

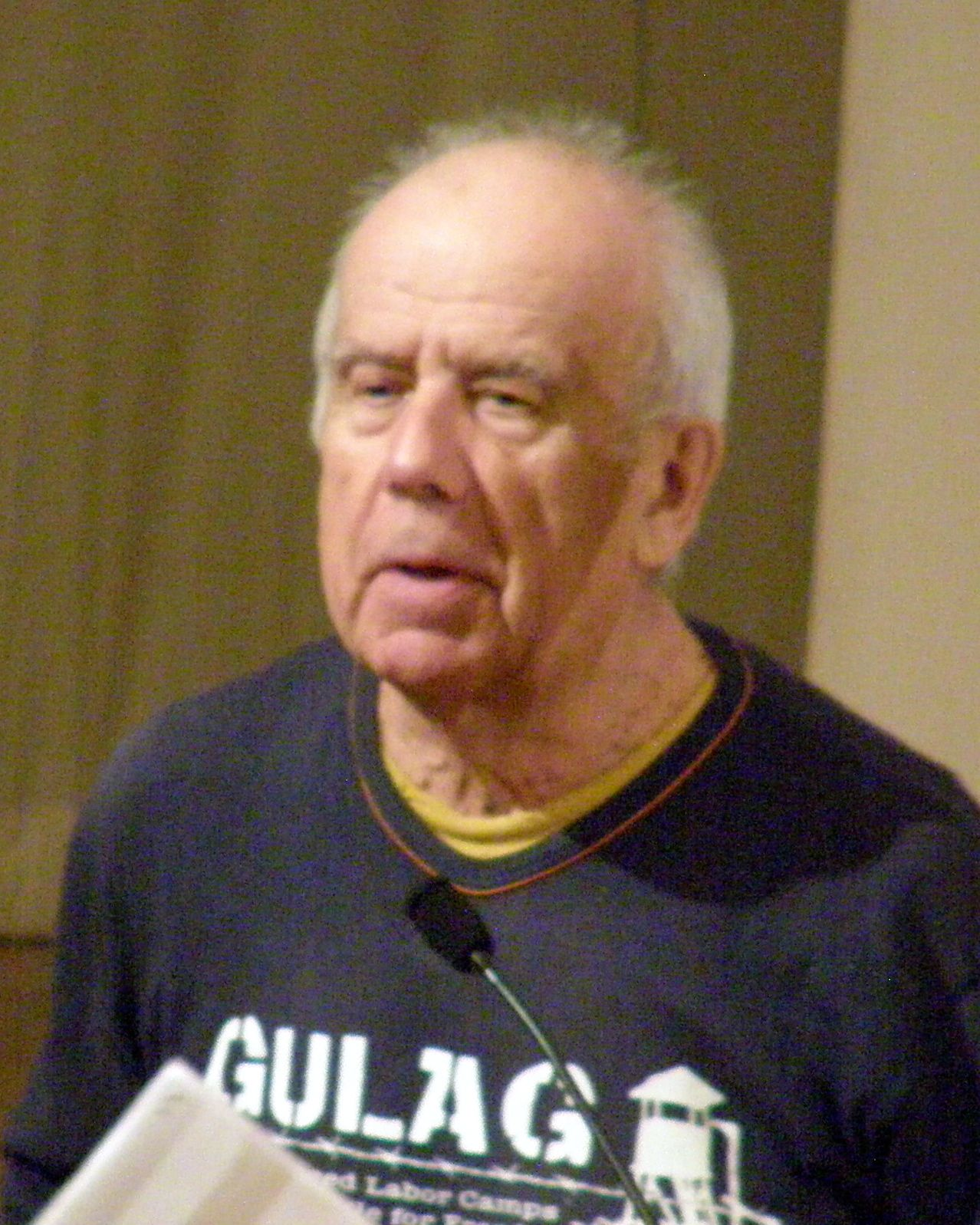
Mart-Olav Niklus, 2013

Mart-Olav Niklus (* 22. September 1934 in Tartu) ist ein estnischer Biologe und Menschenrechtsaktivist, der von 1992 bis 1995 dem estnischen Parlament angehörte.

## Leben
Niklus studierte Biologie mit Schwerpunkt Ornithologie an der Universität Tartu und arbeitete als Übersetzer wissenschaftlicher Literatur. 1958 wurde er erstmals wegen oppositioneller Aktivitäten verhaftet, nachdem er Fotos von Störsendern zur Publikation in das westliche Ausland übersandt und in der Stimme Amerikas die sowjetische Wirklichkeit kritisiert hatte. Die Jahre 1959 bis 1966 verbrachte er in Lagerhaft in Mordwinien sowie dem Zentralgefängnis Wladimir.
1974 übersetzte Niklus die Allgemeine Erklärung der Menschenrechte in die estnische Sprache, wofür er 1976 wiederum verhaftet wurde. Von 1977 bis 1980 beteiligte er sich an zahlreichen Protestschreiben gegen die sowjetische Gewaltherrschaft, darunter dem Baltischen Appell vom 23. August 1979, der Petition gegen den Einmarsch sowjetischer Truppen in Afghanistan vom 17. Januar 1980, den Protest gegen die Verbannung Andrei Sacharows vom 3. Februar 1980 sowie Verteidigungsschriften für Aleksander Ginsburg und Juri Orlow Anfang 1977, für Viktoras Petkus am 14. und 20. November 1977 sowie für Tatjana Welikanowa, Gleb Jakunin und Antanas Terleckas im November 1979. 1980 wurde er erneut verhaftet und 1981 zu einer zehnjährigen Haftstrafe sowie fünfjähriger Verbannung verurteilt. In Haft beteiligte er sich an Hungerstreiks und Widerstandsaktionen und trat 1982 als ausländisches Mitglied der Ukrainischen Helsinki-Gruppe bei.
Nach zahlreichen Protesten im In- und Ausland, bei denen, unterstützt durch Mitglieder der deutschen IGFM um Egon Kunze, die Freilassung der politischen Gefangenen gefordert wurde, wurde Mart-Olav Niklus 1988 aus der Haft entlassen und 1990 vollständig rehabilitiert.
Niklus betätigte sich aktiv für die Wiedererlangung der estnischen Unabhängigkeit und wurde Ehrenmitglied der Gruppe zur Öffentlichmachung des Hitler-Stalin-Paktes. 1990 bis 1992 war er Mitglied des Kongresses Estlands und des Estnischen Komitees, von 1992 bis 1995 dann Abgeordneter des estnischen Parlaments.
Niklus gehört zahlreichen estnischen und internationalen Organisationen an, darunter dem Estnischen Naturschutzverein, dem Estnischen Ornithologischen Verein, dem Estnischen Verband ehemaliger politischer Häftlinge und der Internationalen Gesellschaft für Menschenrechte. 1990 bis 1992 war er Vorsitzender der Estnischen Stiftung für den Naturschutz. 1996 wurde er für seinen Beitrag zur Befreiung Estlands mit dem Orden des Staatswappens II. Klasse ausgezeichnet. Außerdem erhielt er 1999 den litauischen Orden des litauischen Großfürsten Gediminas III. Grades.
Niklus lebt im Ruhestand in Tartu.